# Avantcàrrega

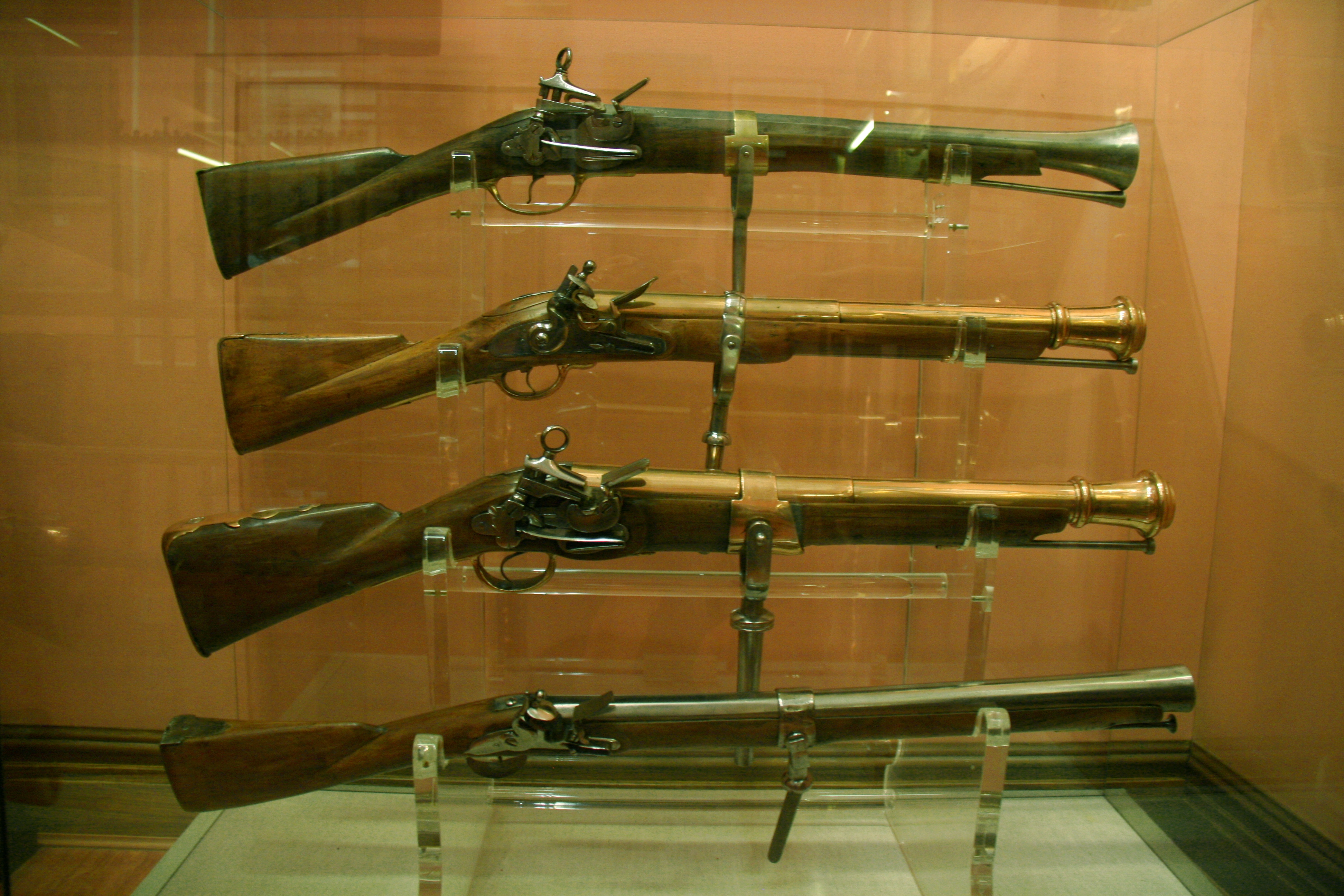
Trabucs de bord en el Museu Naval de Madrid.

Una arma d'avantcàrrega és una arma de foc en la que tant el projectil com el propel·lent són carregats per la boca del canó de la mateixa; a diferència de les armes de retrocàrrega, en les que el projectil s'introdueix per la part posterior.

Està format pel prefix avant, que indica anterioritat respecte a la posició, i càrrega. Anàlogament, el Reglament d'Armes d'Espanya s'expressa en aquests termes:
| « | 7. Arma de avancarga: Arma de fuego en la que la carga de proyección y el proyectil se introducen por la boca del cañón o, en su caso, por la boca de la recámara del tambor. La carga de proyección es de pólvora negra o de sustancia explosiva o pirotécnica similar. | » |

D'acord amb aquesta definició, són armes d'avantcàrrega: l'arcabús, el trabuc i el mosquet, així com els primers canons i fusells.

## Història i desenvolupament

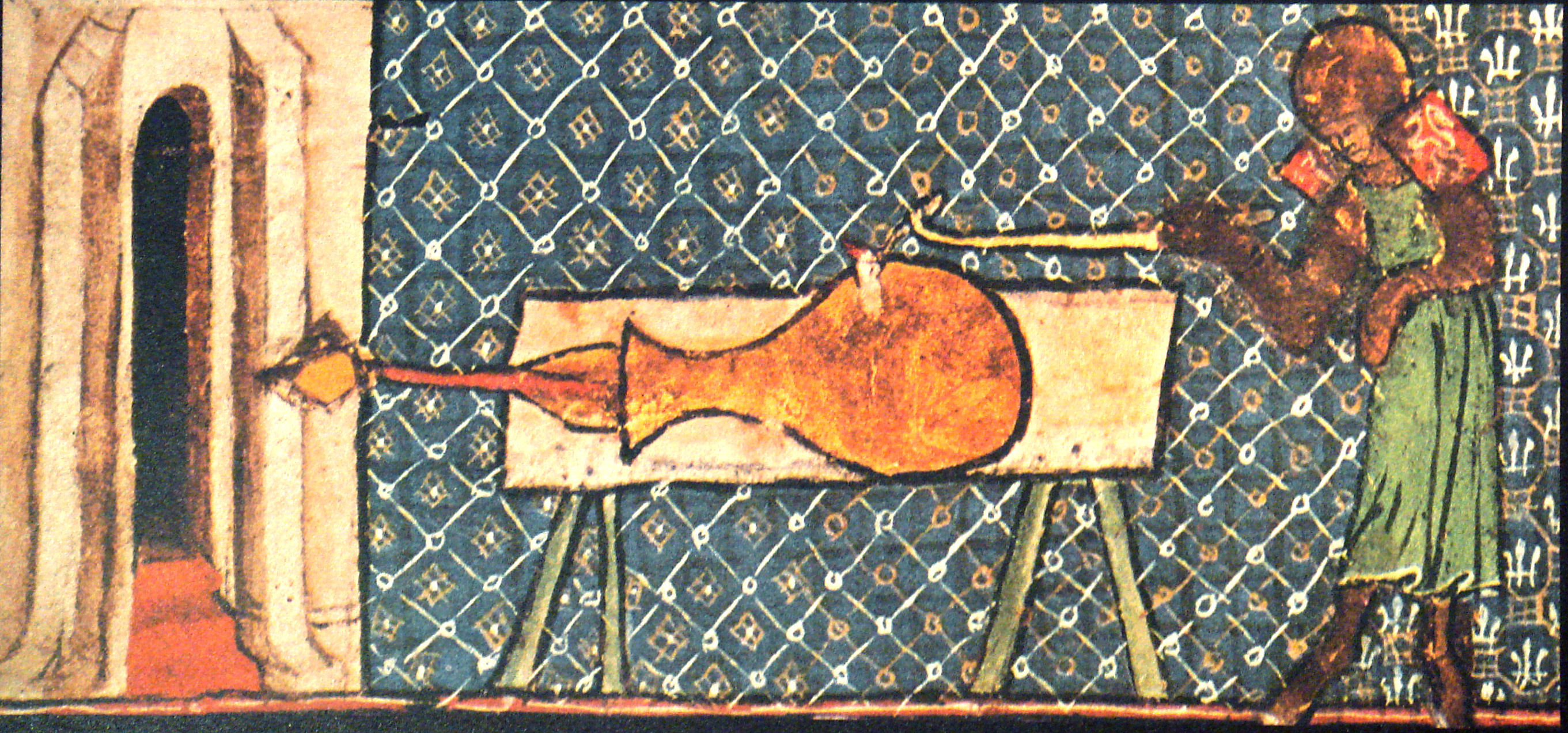
La imatge més antiga que es coneix d'un canó europeu mostra una arma d'aquest tipus.
De Nobilitatibus Sapientii Et Prudentiis Regum, Walter de Milemete (1326).

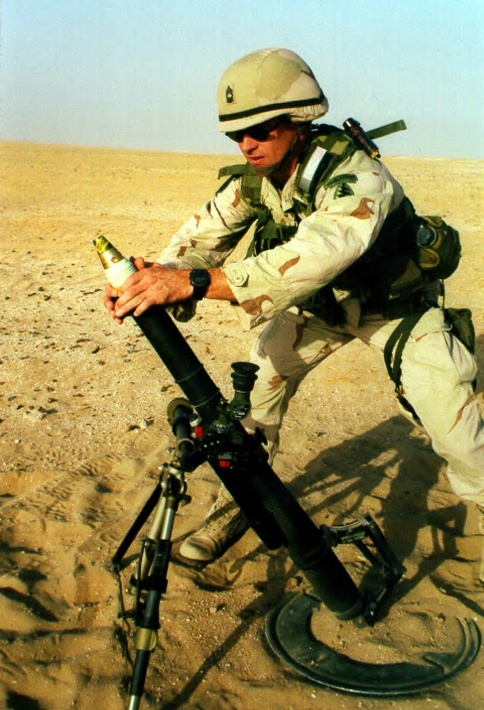
Soldat carregant un morter modern per la boca d'aquest.

Al llarg de la història s'han desenvolupat nombroses armes d'avantcàrrega per resultar el disseny més senzill o rudimentari, sent necessari només un cilindre obert per un extrem que aguanti la força de propulsió. Per exemple a la Xina existeixen testimonis que daten del segle xiii d. C. que revelen com van ser utilitzades armes rudimentàries de bambú que llançaven diversos projectils.
Ha estat paral·lel al desenvolupament de les armes de foc on s'aprecia l'ús d'aquesta tècnica de càrrega, present des de la recàrrega d'una ballesta de tro fins als morters o llançamíssils emprats en l'actualitat.
La fabricació d'armes d'avantcàrrega va ser desplaçada per l'aparició de les armes de retrocàrrega per ser aquestes més fàcils i ràpides de recarregar; presentant l'avantatge addicional en el cas de la càrrega de les grans peces d'artilleria, on la grandària d'aquestes o la seva ubicació (en vaixells, tancs o aeronaus) impossibilitaven o dificultaven la seva recàrrega per la boca del canó. A part d'això, l'aparició del cartutx va permetre fabricar armes més segures i netes que generalment es recarreguen per la part posterior, ja sigui directament obrint la part posterior del canó o mitjançant un carregador o un tambor.